# رونالدو دا سيلفا سوزا
رونالدو دا سيلفا سوزا (بالبرتغالية: Ronaldo da Silva Souza‏) هو لاعب كرة قدم برازيلي في مركز الوسط، ولد في 23 أكتوبر 1996 في ايتو في البرازيل. لعب مع نادي فلامنغو.

## وصلات خارجية
- رونالدو دا سيلفا سوزا على موقع رابطة كرة القدم اليابانية للمحترفين (اليابانية)
- رونالدو دا سيلفا سوزا على موقع قاعدة بيانات كرة القدم.إي يو (الإنجليزية)
- رونالدو دا سيلفا سوزا على موقع Soccerway.com (الإنجليزية)
- رونالدو دا سيلفا سوزا على موقع عالم كرة القدم.نت (الإنجليزية)